# الدائرة (تقسيم إداري مغربي)
الدائرة هي مستوى من مستويات التقسيم الإداري المرتبط بالمجالات القروية في المغرب، تقع بين القيادة والإقليم، وتقابلها الباشوية على مستوى المجالات الحضرية. حددت قائمة الدوائر المغربية بموجب مرسوم رقم 2.14.427 سنة 2014، ويبلغ عددها 58 دائرة، يتولى رئيس الدائرة تسيير كل دائرة ترابية.

## قائمة دوائر المغرب[2]
- بومالن دادس
- تنغير
- النيف
- مصيسي
- حصيا
- قرية با محمد
- غفساي
- تاونات
- تيسة
- بني ملال
- القصيبة
- اغبالة
- مولاي يعقوب
- اولاد جمعة - لمطة
- أحواز القنيطرة
- للاميمونة
- تلال الغرب
- ورغة
- بهت
- الغرب بني مالك
- الشراردة
- سيدي سليمان
- القصيبة
- الاوداية
- سعادة
- البور
- الويدان
- شيشاوة
- إمنتانوت
- امتوكة
- آيت أورير
- التوامة
- أسني
- أمزميز
- تحناوت
- الصويرة
- تمنار
- الرحامنة
- سيدي بوعثمان
- الريش
- املشيل
- تاوريرت
- العيون
- دبدو
- عبدة
- كزولة
- أزمور
- حوزية
- سيدي اسماعيل
- بن أحمد
- البروج
- سطات
- برشيد
- الكارة
- باب برد
- باب تازة
- بواحمد
- وزان
- مقريصات

## لائحة المراجع
1. ↑  Tariqhada (3 أكتوبر 2012)، Français : Division Administrative Marocaine، مؤرشف من الأصل في 2024-11-27، اطلع عليه بتاريخ 2024-02-21
2. 1 2  adala.justice.gov.ma https://adala.justice.gov.ma/reference/html/Ar/187377.htm. مؤرشف من الأصل في 2024-02-22. اطلع عليه بتاريخ 2024-02-21. {{استشهاد ويب}}: الوسيط |title= غير موجود أو فارغ (مساعدة)
3. ↑  "مرسوم رقم 2.14.427 صادر في 8 غشت 2014 باحداث دوائر وقيادات | Portail national des collectivités territoriales". www.collectivites-territoriales.gov.ma. مؤرشف من الأصل في 2024-02-22. اطلع عليه بتاريخ 2024-02-21.
4. ↑  "Document n°4 : L'organisation administrative du Maroc" (PDF). L’ORGANISATION ADMINISTRATIVE AU MAROC. مؤرشف (PDF) من الأصل في 2024-02-22.